# José Delaval
José Delaval (Brussel, 27 maart 1921) was een Belgisch hockeyer.

## Levensloop
Delaval was actief bij Daring HC. Met die club werd hij viermaal landskampioen.
Delaval debuteerde in 1940 in het Belgisch hockeyteam. Hij nam met dit team deel aan de Olympische Zomerspelen van 1948 en 1952. Hij was ook geselecteerd voor de Olympische Spelen van 1956 in Melbourne. Door een blessure in een voorbereidingswedstrijd kon hij niet deelnemen. Hij bracht daarmee de rest van de selectie ook in de problemen. Omdat de Belgische selectie slechts uit veertien spelers bestond waaronder twee doelmannen waren er weinig wisselmogelijkheden. In het totaal was hij tot 1956 60 maal internationaal.
Zijn vader Nicolas en broer Henri waren eveneens actief in het hockey bij Daring.